# 贝贡特
贝贡特，是西班牙加利西亚自治区卢戈省的一个市镇。 总面积127平方公里，总人口3674人（2001年），人口密度29人/平方公里。